# مدرع أنديزي
مدرع أنديزي (الاسم العلمي: Chaetophractus nationi) (بالإنجليزية: Andean Hairy Armadillo)‏ هو نوع من الحيوانات يتبع جنس المدرع المشعر من فصيلة المدرعات المتدثرة وأشباهها.